# Дондуково
Дондуко̀во е село в Северозападна България. То се намира в община Брусарци, област Монтана.

## География
Дондуково отстои на 6,9 км от общинския център Брусарци, 17,5 км от Лом, 51 км от Видин, 45 км от Белоградчик, 47 км от Монтана, 84 км от Враца и 153 км от София. Разположено е на десния бряг на река Лом .

## История
Селото е било по-напред на десния бряг на р. Лом на мястото където днес се казва „Гръстелниците“, а тогава се е казвало Ферджаново. Селото е било чифлик на някой си бей с прякор Татар бей, един от ратниците във войската на Пазвантооглу, който за пренесените заслуги му дал обширна земля в тая местност. Татар бей си направил чифлик и заселил на него селяни ратаи, които да обработват земята му. Населението от Ферджаново се преселило в Крива бара и малцина са останали в старото селище и били преселени на чифлика. Тоя чифлик бил наречен махала с името на владетеля Татар махла.
Килийно училище са имали още в 1845 г.
В това село е роден даскал Тодор, един от учениците на Кръстьо Пишурка още в 1847 г. Тоя даскал Тодор по-късно е учител и виден деец и будител в тоя край. В 1890 г. селото има 33 къщи с 222 жители.
Според друга версия: Старото име на селото е Татар Махала или маала. Създадено е от черкези и други народности от Русия, преселени чрез спогодбата на тогавашна Русия и Турция за обмяна за населението-христяни за мюсюлмани.

## Редовни събития
В село Дондуково всяка година на 24 май се провежда сбор.